# BBC UKTV
BBC UKTV est une chaîne de télévision payante en Australie et en Nouvelle-Zélande, diffusant des programmes britanniques issus des groupes de la BBC, de RTL (ex-Pearson TV) et de ITV. Elle appartient au groupe BBC Worldwide.